# Scotty Moore
Winfield Scott Moore III, "Scotty" (ur. 27 grudnia 1931 w Gadsden, zm. 28 czerwca 2016 w Nashville) – amerykański gitarzysta rock’n’rollowy, grający z Elvisem Presleyem. Uważany za jedną z legend gitary. W 2003 został sklasyfikowany na 44. miejscu listy 100 najlepszych gitarzystów wszech czasów magazynu Rolling Stone. W 2000 został wprowadzony do Rock and Roll Hall of Fame. Był jednym z twórców gatunku rockabilly i to on jako gitarzysta i producent jako pierwszy dostrzegł talent wokalny Presleya i przyczynił się do jego wielkiego komercyjnego sukcesu. Ich pierwszy wielki przebój That’s All Right z 1954 rozpoczął nowy rozdział w historii muzyki i przyczynił się do rozwoju rock and rolla oraz rocka. Wielu muzyków wzorowało się na stylu gry Moore’a. Między innymi Keith Richards z The Rolling Stones.

## Życiorys
Scotty Moore dorastał w muzykalnej rodzinie. Jego ojciec i trzej starsi bracia grali utwory country na gitarze, banjo, skrzypcach i mandolinie. Scotty zaczął uczyć się gry na gitarze w wieku 8 lat. Brat Scotty’ego pokazał mu jak grać podstawowe chwyty, ale on uczył się gry przede wszystkim z płyt i radia. W wieku 15 lat postanowił zostać zawodowym muzykiem i w 1948 w czasie odbywania służby wojskowej założył swój pierwszy zespół. W 1952, odchodząc ze służby, został członkiem grupy Starlite Wranglers Douga Poindextera w Memphis. Obie grupy grały muzykę country, blues i pop, występując głównie w tanich nocnych klubach (tzw. "honky tonks"). Spotykał wówczas również Sama Phillipsa z Sun Records i rozpoczął pracę jako muzyk sesyjny. 2 lata później Moore wraz z basistą Billem Blackiem zrealizowali swoje pierwsze nagrania z Elvisem Presleyem w Sun Studios w Memphis. W 1958 roku zespół przerwał swą działalność, ze względu na służbę wojskową Elvisa i Scotty założył własne niewielkie wydawnictwo płytowe. w 1965 nagrał swój pierwszy solowy album – The Guitar That Changed The World. W roku 1968 wystąpił w telewizyjnym programie, w którym Elvis powrócił na scenę, lecz niedługo później zrezygnował z kariery muzyka. Po 6 latach powrócił do działalności estradowej i nagrywał razem z Billym Swanem. W 1991 wziął udział w 15 dorocznym koncercie ku czci Elvisa w Memphis, a rok później wydał album z Carlem Perkinsem i odbył swoje pierwsze tournée po Europie. Pojawiła się też kaseta nagrana przez Perkinsa i Moore’a o tytule 706 Re-Union, wydana w ograniczonym nakładzie.

## Sprzęt
czyli gitary, wzmacniacze, efekty i inne urządzenia, których używał.
Pierwszą gitarą Moore’a była akustyczna z płaską górną płytą rezonansową firmy Kalamazoo, którą dostał od brata.
Jego kolejne gitary to:
- Sears Silvertone Fene Autry
- Fender Esquire – elektryczna
- Gibson ES-295 – złota gitara elektryczna(używana podczas pierwszych sesji nagraniowych Elvisa Presleya
- Gibson L-5 – elektryczna z wypukłą płytą rezonansową i korpusem z komorami rezonansowymi
- Gibson Super 400 elektryczna z wypukłą płytą rezonansową i korpusem z komorami rezonansowymi
- Gibson Country Gentleman – którą otrzymał w prezencie od Cheta Atkinsa.

Wzmacniacze:
- Fender "TV-front" Bassman – używał go, gdy należał do zespołu D. Poindextera i prawdopodobnie podczas pierwszych sesji nagraniowych Elvisa
- Echo-Sonic, którego używał aby powielić efekt echa w studiu. Wzmacniacz wykonany był przez Raya Buttsa, którego używali również Chet Atkins, Roy Orbison oraz Carl Perkins

Efekty:
Moore używał tylko jednego efektu, oprócz echa ze wzmacniacza Echo-Sonic. Była to taśmowa linia opóźniająca, którą przy nagraniach studyjnych stanowiły dwa magnetofony taśmowe.

## Dyskografia
Płyty nagrane z Elvisem Presleyem
- Elvis Presley – 1956
- Elvis – 1956
- Loving You – 1957
- Elvis' Christmas Album – 1957
- Elvis' Golden Records – 1958
- King Creole – 1958
- For LP Fans Only – 1959
- A Date With Elvis – 1959
- Elvis Gold Records Vol. 2 – 1959

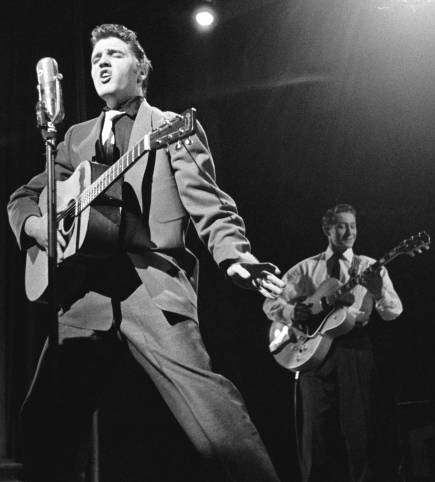
Scotty Moore (po prawej) z Elvisem Presleyem (1956)

oraz większość płyt Elvisa z lat '60 m.in. Elvis Is Back, G.I. Blues i NBC TV Special
Solowe płyty
- Have Guitar Will Travel – koniec lat 50.
- The Guitar That Changed The World – 1965
- What's left – 1970
- Moore Feel Good Music – 1992
- 706 Re-Union – A Sentimental Journey – 1992

Utwory innych artystów, w których zagrał gościnnie
- lata '60:
  - utwór "Class Cutter" – Dale’a Hawkinsa
  - płyta grupy Harvey And The Moonglows
  - płyta grupy Eddie Hill And Texas Bill Strength
  - utwór "I'll Change My Ways" – Danny’ego Stewarta
  - utwór "When I get Paid" – Jerry’ego Lee Lewisa – zagrał partię basową
- lata '70:
  - płyta "EP Express" – Carla Perkinsa
  - płyta "Billy Swan" – Billy’ego Swana
  - płyta If You're OK, I'm OK – Billy’ego Swana
  - płyta "1935-1977 "I've Been Away For A While Now." " – Rala Donnera
  - płyta "Memphis Blue Streak" – Phila Sweeta
- lata '90:
  - płyta "Having Thumb Fun With My Friends" – Chipa Younga
  - utwór "Little Buster" i "Shame, Shame, Shame" – Chipa Younga z płyty "Lee Rocker's Big Blue"

Poza tym, Moore swoje pierwsze nagrania ("My Kind Of Carryin' On" i "No She Cares No More For Me") zrealizował z jego pierwszą grupą Starlite Wranglers, które ukazały się na płycie wydanej przez wytwórnię Sun w maju 1954 roku.

## Inni o nim
- Kiedy miałem 10 czy 11 lat, zacząłem słuchać rock 'n' rolla. Pierwszymi kawałkami, które naprawdę do mnie trafiły, były nagrania Scotty’ego Moore’a z pierwszych płyt wytwórni Sun – Robert Fripp, Guitar Player maj 1974
- "Właściwie zapragnąłem grać na gitarze pod wpływem jednej płyty – "Baby, Let's Play House" Elvisa Presleya. Usłyszałem to brzmienie dwóch gitar i basu i pomyślałem: "Tak Ja też chcę to robić". Taka energia i witalność biła z ich muzyki." – Jimmy Page, Guitar Player, lipiec 1977
- Jeśli chcesz poznać tę muzykę, musisz kupić sobie jakąkolwiek płytę wytwórni Sun, która wpadnie Ci w ręce. Kiedy pierwszy raz usłyszałem Scotty’ego Moore’a grającego z Elvisem na sesji dla wytwórni Sun, ich muzyka całkowicie mną zawładnęła. – Brian Setzer z grupy Stray Cats, Guitar Player, wrzesień 1983